# David Duke
David Ernest Duke (* 1. července 1950, Tulsa, Oklahoma, USA) je americký publicista, spisovatel, bývalý člen louisianské sněmovny reprezentantů a šéf jedné z organizací Ku-klux-klanu.

## Vzdělání
V roce 1974 vystudoval Louisiana State University. V roce 2005 obdržel titul kandidát věd v oboru politologie na soukromé ukrajinské Mezioblastní akademii personálního managementu, největší soukromé vysoké škole na Ukrajině, která je židovskou organizací ADL považována za hlavní zdroj antisemitské agitace a propagandy na Ukrajině.

## Politická kariéra
V roce 1974 založil Knights of the Ku Klux Klan, jednu z frakcí rasistické organizace Ku-klux-klan. Předtím pracoval pro Air America v Laosu. Později Klan opustil a založil National Association for the Advancement of White People.
V politice se angažoval nejprve v Demokratické straně, v roce 1988 přestoupil do Republikánské strany za níž byl v letech 1989 až 1992 poslancem Louisianské sněmovny reprezentantů. Kandidoval též neúspěšně na řadu jiných funkcí, největší pozornost upoutaly jeho kandidatury na guvernéra Louisiany a do amerického Senátu. Ve volbách do amerického senátu obdržel v roce 1990 43 % hlasů, v guvernérských volbách v prvním kole 32 % a v druhém 39 %. V obou případech dostal většinu bělošských hlasů.

## Knihy a publicistika
Od konce devadesátých let se věnuje převážně komentování politického dění a spisovatelské činnosti. V roce 1998 vydal z části autobiografickou knihu Moje probuzení (My Awakening), kterou, podle článku v aktuálně.cz, někteří nejmenovaní odborníci považují za „malý Mein Kampf“. V roce 2002 vydal další knihu – Jewish Supremacism.

## Konference a přednášky
V roce 2005 se zúčastnil na Ukrajině konference o hrozbě sionismu a téhož roku v Sýrii hovořil v televizi o Izraeli a židovské lobby v USA. V roce 2006 se zúčastnil Mezinárodní konference k přehodnocení globální vize holocaustu, kterou v Teheránu zorganizoval íránský islamistický režim. Konference zahájená íránským prezidentem Mahmúdem Ahmadínežádem se zúčastnilo několik prominentních zpochybňovatelů holocaustu, stejně jako představitelé židovské organizace Neturej Karta. a on na ní obhajoval právo na zpochybňování a popírání holokaustu, které je v řadě zemí trestným činem. Vyjádřil podporu řadě trestně stíhaných popíračů holocaustu jako je např. Němec Ernst Zündel.

## Politické názory
Hlásí se k americkému bílému nacionalismu. Je označován za rasistu, antisemitu a neonacistu, což on sám odmítá. Podle svých slov necítí nenávist k dalším lidem a hlásá, že každý národ má právo na vlastní dědictví. Věří, že každý člověk na Zemi má lidská práva, právo na život, svobodu vyznání a podobně. Je však odpůrcem masivní imigrace, kterou považuje za největší riziko pro budoucnost.

## Vězení za daňové podvody
V prosinci 2002 byl uznán vinným z daňových a fundraisingových podvodů a odsouzen k pokutě 10 tisíc dolarů a k 15 měsícům odnětí svobody ve federální věznici.
Duke mimo jiné obelhal tisíce svých příznivců, od kterých pod falešnou záminkou vylákat více než 200 tisíc dolarů.
Podle žalobce pak tyto peníze použil například během pobytů v kasinech v Mississippi, Las Vegas a na Bahamách.

## Návštěva České republiky
V dubnu 2009 přijel do České republiky na pozvání Filipa Vávry. Nakladatelství Kontingent Press, které krátce před jeho příjezdem vydalo jeho knihu Moje probuzení, jakoukoli svou souvislost s jeho návštěvou České republiky odmítlo. Původně měl přednášet dvakrát v Praze a jednou Brně, vedení Karlovy Univerzity však první pražskou přednášku zrušilo. 
Dne 24. dubna 2009 byl v Praze zatčen a obviněn z podpory a propagace hnutí směřujících k potlačení lidských práv, za což mu hrozilo až tříleté vězení. Po výslechu byl propuštěn s tím, že nebyl důvod pro uvalení vazby. Musel však do půlnoci opustit Českou republiku
Jeho zadržení a vyhoštění podpořili různí politici vládních stran, již proti jeho příjezdu se postavili Ivan Langer či Michael Kocáb, zadržení kritizoval Vladimír Hučín nebo politolog a odborník na extremismus Jan Charvát či novinář Viliam Buchert. Zatčení a vyhoštění bylo podle nich provedeno na politickou objednávku. Policie tak paradoxně vzbudila rozruch v médiích a pomohla propagovat myšlenky extremistů a neonacistů, vůči kterým bylo zatčení původně namířeno. Postup policie byl kritizován také jako odporující svobodě slova. Obdobně bylo kritizováno Buchertem i vedení Univerzity Karlovy, na obranu univerzity se ale postavil kupříkladu Ondřej Neff, který se ale také ohradil proti postupu policie.
Podle Dukovy právní zástupkyně Kláry Slámové nemohl vydání knihy v ČR ovlivnit, protože k ní nemá pro Českou republiku práva, a sepsal ji v 90. letech, takže navíc bylo stíhání promlčeno. Duke na svou obhajobu tvrdil, že kniha neobsahuje žádné popření holocaustu, jak tvrdila Policie ČR.
Duke vinil ze svého zatčení malý počet lidí kontrolujících vládu. Na svém webu uveřejnil text plánované přednášky na Univerzitě Karlově.
Koncem září státní zástupkyně jeho trestní stíhání zastavila, neboť podle závěrů žalobkyně nebyl v průběhu přípravného řízení opatřen žádný důkaz, který by jej usvědčoval z podílu na trestném činu. Jeho kniha se v ČR dál legálně prodává. Advokátka Slámová bude nejspíš jménem svého klienta žádat o náhradu vzniklé škody.